# 锡永
锡永（法語：Sion，法語發音：[sjɔ̃] ⓘ，德語發音：[ˈzɪtn̩] ⓘ）位于瑞士西南部，是瓦莱州的首府。

## 历史
锡永在新石器时代就有人居住，其拉丁语名称“Sedunum”来源于居住在当地的Sedunes凯尔特部落。这个部落在锡永建造了一个小型的集落。
罗马时代结束后，锡永的影响力完全不如附近的马蒂尼。但从5世纪开始，瓦莱州主教席位搬迁到锡永，因此该地成为该地区的社会文化中心。999年，锡永主教成为瓦莱州伯爵。1032年，正式加入神圣罗马帝国。1189年正式成立锡永主教公国。之后，锡永主教和瓦莱州议会之间多次发生权力斗争。
1475年，萨伏依军队入侵，在拉普兰塔战役中被击退。
1788年，锡永爆发严重的火灾，之后城市进行重建，旧城墙几乎完全被拆除。
2017年，莱萨热特市镇并入锡永。
锡永曾经申办1976年、2002年和2006年冬季奥运会，但都没有成功。

## 地理
根据瑞士联邦统计署的数据，锡永面积为34.85km2。
从瓦莱里城堡和陶鲁比永城堡可以俯瞰整座城市。
旧城仍然保留了中世纪的很多特色，著名景点包括马若里城堡、市政大厅、圣母主教座堂、瓦莱州议会厅（位于锡永赌场内）、瓦莱州政府宫殿和巫师之塔等。
罗讷河从山谷之中穿过。
根据联邦统计署2018年的数据，锡永拥有34708名居民，其人口密度达到996人/平方公里。由于锡永位于罗讷河山谷的中心地带，附近地区的居民都会来这里工作，导致城市白天的人口超过57000人。

## 体育
当地著名的俱乐部是锡永足球俱乐部，参加瑞士超级联赛。该队一共获得2次瑞士联赛冠军和13次瑞士杯冠军。
锡永击剑协会成立于1945年，培养了多名在奥运会夺得奖牌的击剑运动员。

## 友好城市
- 阿根廷恩特雷里奥斯省科隆
- 美国西弗吉尼亚州菲利皮（英语：Philippi, West Virginia）
- 法国卢瓦-谢尔省谢尔河畔塞勒